# زاكاري ريتشارد
زاكاري ريتشارد (بالإنجليزية: Zachary Richard)‏ هو مغن مؤلف أمريكي، ولد في 8 سبتمبر 1950 في سكوت في الولايات المتحدة.

## وصلات خارجية
- الموقع الرسمي
- زاكاري ريتشارد على موقع IMDb (الإنجليزية)
- زاكاري ريتشارد على موقع ميوزك برينز (الإنجليزية)
- زاكاري ريتشارد على موقع أول ميوزيك (الإنجليزية)
- زاكاري ريتشارد على موقع ديسكوغز (الإنجليزية)